# LZ 104

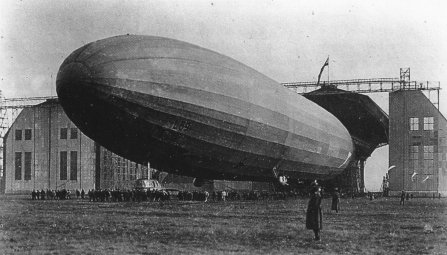
Дирижабль LZ 104

Цеппелин LZ 104 (заводской номер, в Имперском флоте назначен как L 59), также известный как Das Afrika-Schiff («Африканский корабль») — германский жёсткий дирижабль периода Первой Мировой войны, получивший известность во время попытки осуществить сверхдальнюю миссию снабжения отрезанного от метрополии гарнизона Германской Восточной Африки.

## История

### Африканская экспедиция

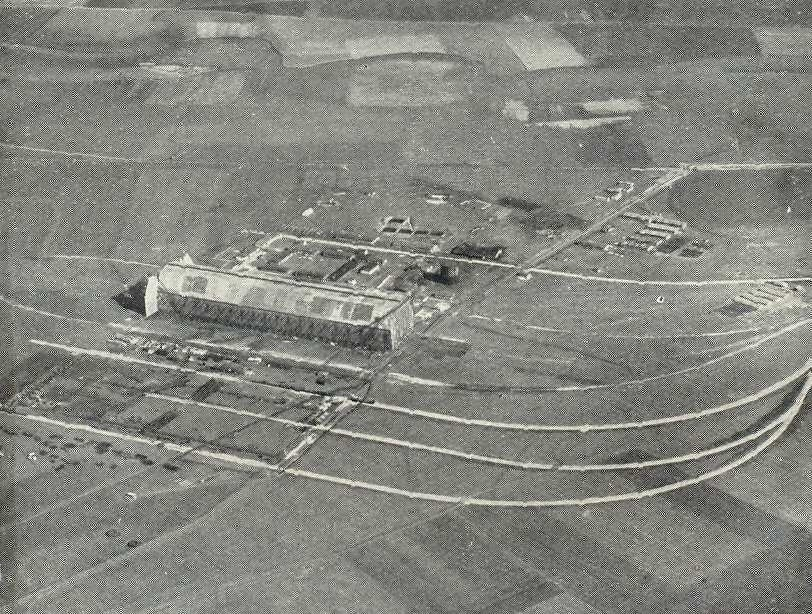
Ангар цеппелинов в Ямболе

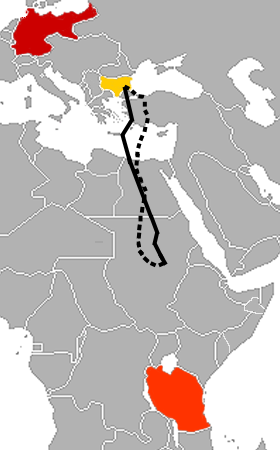
Маршрут африканского полета

После установления морской блокады Германии её колонии оказались отрезаны от снабжения. К 1917 году только в Германской Восточной Африке германские войска под командованием генерал-майора Пауля фон Леттов-Форбека продолжали боевые действия против войск Антанты. У германского командования возникла идея осуществить снабжение изолированной армии по воздуху. для этой цели был назначен цеппелин L 59 ВМФ Германии. 4 ноября 1917 года воздушный корабль под командованием Уго Экенера вылетел из Фридрихсхафена и спустя двадцать девять часов прибыл в Ямбол (Болгария) — последнюю базу перед перелетом длинной более двух тысяч миль через Средиземное море и подконтрольную Антанте территорию Африки. В Ямболе цеппелин встречал германский морской офицер капитан-лейтенант Людвиг Бокхольт. Ему предстояло командовать миссией под кодовым названием China-Sache, что примерно можно перевести как «Китайский вопрос» or «China Matter.».
Поскольку в Африке было бы невозможно восполнить запас водорода, было решено отказаться от возвращения дирижабля в Европу. Вместо этого планировалось разобрать и утилизировать для нужд армии Леттов-Форбека каждую часть цеппелина. Внешняя оболочка могла использоваться для изготовления тентов, муслиновые подкладки пошли бы на бинты, из дюралюминиевого каркаса можно было бы изготавливать радиомачты, и так далее. В дополнении к этому L 59 перевозил 15 тонн припасов. Груз включал пулеметы с запчастями и амуницией, провизию, медикаменты, медицинскую команду и ордена Железного креста. Список грузов дирижабля и их масса, включая экипаж:
| Позиция                                          | Количество (шт) | Вес (кг) |
| ------------------------------------------------ | --------------- | -------- |
| Патроны                                          | 311 900         | 7 866    |
| Пулеметные ленты с 57 500 снаряженными патронами | 230             | 1 748    |
| Коробки пулеметных патронов с 13 500 патронов    | 54              | 441      |
| Пулеметы                                         | 30              | 510      |
| Пехотные винтовки с 5 000 патронов               | 4               | 240      |
| Сменные стволы к пулеметам                       | 9               | 171      |
| Бинты и медикаменты                              | 61 мешков       | 2 622    |
| Швейные наборы                                   | 3 мешка         | 120      |
| Корреспонденция                                  | -               | 25       |
| Бинокли                                          | -               | 28       |
| Орудийные замки                                  | -               | 50       |
| Мачете и приборы для снаряжения патронных лент   | -               | 76       |
| Запасные части для беспроводного телеграфа       | -               | 33       |
| Бензин                                           | -               | 21 790   |
| Машинное масло                                   | -               | 1 525    |
| Вода                                             | -               | 9 160    |
| Питьевая вода                                    | -               | 426      |
| Вещмешки                                         | -               | 380      |
| Другие припасы                                   | -               | 350      |
| Провиант (консервы и др.)                        | -               | 700      |
| Экипаж (22 чел.)                                 | -               | 1 760    |
| Итого                                            | -               | 50 021   |

Первые две попытки старта были сорваны из-за состояния погоды над Средиземным морем, но 21 ноября 1917 года с третьей попытки L 59 отправился в путь. Цеппелин в расчетное время прошел над Адрианополем, Мраморным морем и побережьем Малой Азии, однако во время грозы над Критом его антенна беспроводного телеграфа была повреждена, и он перестал получать сообщения немецкого адмиралтейства. 22 ноября в 05:15 он достиг побережья Африки вблизи Мерса-Матруха, и, пролетев над оазисом Дахла, взял курс на Нил. В тот же день из-за поломки редуктора двигателя, пропала возможность отправлять радиосообщения, хотя возможность принимать их ещё оставалась. На следующий день цеппелин едва не потерпел катастрофу из-за сильной турбуленции, вызванной поднимающимися над дюнами потоками тёплого воздуха. В то же время экипаж дирижабля страдал от головных болей, галлюцинаций и общей усталости во время дневной жары, и замерзал от ночного холода.
Несмотря на эти трудности, L 59 продолжал продвигаться на юг над Суданом. Но 23 ноября, когда цеппелин находился в 125 милях (201 км) западнее Хартума, поступил приказ возвращаться назад. Команда цеппелина, набранная из волонтеров, умоляла капитана продолжить миссию, но он отдал приказ развернуть корабль назад. L 59 вернулся в Болгарию, пережив по пути ещё одну вероятность катастрофы из-за потери плавучести над Малой Азией. Он прибыл на базу утром 25 ноября 1917 года, пройдя 4200 миль (6800 км) за 95 часов, или около четырёх дней, проведенных в воздухе. Когда цеппелин завели в ангар, он имел ещё запас топлива на 64 часа полета. Только много лет спустя этот рекордный полет был превзойден.
Позднейшее заявление Ричарда Майнерцхагена, шефа британской разведки в Каире, что цеппелин повернул назад после получения сфабрикованного британцами сообщения, в котором говорилось что Леттов-Форбек якобы сдался, не соответствует действительности. Британцы, взломавшие немецкий морской код, действительно знали о миссии L 59. Силы Королевского лётного корпуса в Восточной Африке были предупреждены о приближении цеппелина. Однако цеппелин повернул назад после получения сообщения от Леттов-Форбека. Слабый радиосигнал был усилен и ретранслирован станциями на дружественных и нейтральных территориях, и через несколько часов достиг германского морского командования. Леттов информировал штаб-квартиру что его войска не в состоянии удержать равнину вокруг Махенге, где предполагалось посадить дирижабль, и под напором британской артиллерии вынуждены были отступить в скалистые горы, где у воздушного корабля не было шансов приземлиться без риска взрыва. Не имея надежды на безопасную посадку и не желая подвергать цеппелин риску быть уничтоженным или попасть в руки неприятеля, германскому командованию не оставалось ничего другого, кроме как отдать приказ на возвращение. Сигнал отзыва был отправлен станцией адмиралтейства в Нойене. Несмотря на неудачу, «путешествие L 59 было героическим как по масштабу так и по духу». Позже сообщалось, что это радиосообщение было обнаружено в немецком архиве Первой мировой войны, а также сохранилось в британском государственном архиве в материалах (помеченных грифом «Секретно») германских и турецких радиоперехватов.

### Дальнейшая служба
Поскольку возвращение цеппелина из африканской миссии не предполагалось, не было планов дальнейшего его использования. О ещё одной африканской экспедиции не было и речи, поэтому возникли идеи использовать L 59 для снабжения турецкой армии Энвера-паши в Аравии или для поиска минных полей в районе Константинополя, но эти предложения не были реализованы. После нескольких разведывательных и бомбардировочных миссий L 59 был отозван из Ямбола и направлен через Балканский полуостров к проливу Отранто для атаки британской военно-морской базы на Мальте. Вечером 7 апреля 1918 года германская субмарина UB-53 в надводном положении наблюдала появление цеппелина у себя в кильватере. Капитан подводной лодки, оберлейтенант Шпренгер, докладывал что видел его пролёт на высоте приблизительно 210 метров, так «близко, что можно было рассмотреть детали его гондолы». Несколько минут спустя Шпренгер отметил два взрыва в воздухе и вскоре после этого «гигантское пламя охватило воздушное судно и оно носом ушло в воду». Об уничтожении цеппелина не заявляли ни британцы, ни итальянцы, поэтому официально его потеря была определена как несчастный случай. Из 21 члена экипажа не выжил ни один.

## Отражение в культуре
Легендарная экспедиция цеппелина L 59 во времена кампании в Восточной Африке изображена в историческом романе «Призраки Африки» канадского писателя британского происхождения Уильяма Стивенсона. Главный герой романа «Глаз Герцога» (2010) мозамбикского писателя Жуана Паулу Боржеса Коэлью, действие которого происходит в Мозамбике после Первой мировой войны, оказался в Африке выпрыгнув с дирижабля на парашюте. В романе «Ассегай» (2009) южноафриканского писателя Уилбура Смита некоторые элементы сюжета также вдохновлены этим путешествием.